# لیواجه
لیواجه (به صربی: Livađe) یک منطقهٔ مسکونی در صربستان است که در بروس واقع شده‌است. لیواجه ۱۷۴ نفر جمعیت دارد.